# Иво Бранков
Иво Бранков е български футболист, нападател. Играл е за Пирин, Локомотив (София), Миньор (Перник), Хебър и Ботев (Враца). В А група има 51 мача и 10 гола. Полуфиналист за купата на страната през 1997 с Пирин и през 1998 г. с Локомотив (Сф). Има 11 мача за младежкия национален отбор.

## Статистика по сезони
- Локомотив (Сф) – 1995/96 - А група, 5/1
- Пирин – 1995/96 - Б група, 14 мача/3 гола
- Пирин – 1996/97 - Б група, 30/13
- Локомотив (Сф) – 1997/98 - А група, 15/4
- Миньор (Пк) – 1998/99 - А група, 20/4
- Локомотив (Сф) – 1999/ес. - А група, 0/0
- Хебър – 2000/ес. - А група, 7/2
- Ботев (Враца) – 2002/пр. - Б група, 12/2
- Пирин – 2002/03 - Б група, 25/7
- Пирин – 2003/ес. - Б група, 10/1